# Valentín Vada
Valentín Vada (ur. 6 marca 1996 w Guadelupe) – argentyńsko-włoski piłkarz, grający na pozycji środkowego pomocnika w Realu Saragossa.

## Klub

### Początki
Zaczynał karierę w Club Proyecto Crecer. W 2010 roku trafił do Girondins Bordeaux, gdzie grał w wielu szczeblach młodzieżowych.

### Girondins Bordeaux
W pierwszym zespole tego francuskiego klubu Vada zadebiutował 13 grudnia 2015 roku w spotkaniu przeciwko Angers SCO (1:1). Wszedł na boisko w 78. minucie, zastępując Nicolasa Maurice-Belaya. Pierwszą asystę zaliczył 23 stycznia 2016 roku w meczu przeciwko FC Nantes (2:2). Asystował przy golu Cheicka Diabatégo w 84. minucie. Pierwszą bramkę strzelił 21 stycznia 2017 roku w meczu przeciwko Toulouse FC (1:0). Jedyną bramkę w tym meczu strzelił w pierwszej minucie spotkania. Łącznie zagrał 67 spotkań, w których strzelił 8 bramek i zaliczył 5 asyst.
Grał też w rezerwach klubu z Bordeaux, gdzie zagrał 3 mecze, strzelił gola i miał asystę.

### AS Saint-Étienne
31 stycznia 2019 roku został wypożyczony do AS Saint-Étienne. W tym zespole zadebiutował 10 lutego 2019 roku w meczu przeciwko Stade Rennais (3:0 dla rywali Saint-Étienne). Wszedł na boisko w 62. minucie, zastąpił Mathieu Debuchego. Pierwszego gola strzelił16 marca 2019 roku w meczu przeciwko SM Caen (0:5 dla AS). Do bramki rywali trafił w 91. minucie. Pierwszą asystę zaliczył 1 kwietnia 2019 roku w meczu przeciwko Nîmes Olympique (2:1 dla Saint-Étienne). Asystował przy golu Roberta Bericia w 80. minucie meczu. Łącznie zagrał 12 meczów, w których miał gola i asystę.

### UD Almería
23 sierpnia 2019 roku przeszedł do UD Almería za 750 tys. euro. W tym klubie zadebiutował 7 września 2019 roku w meczu przeciwko Málaga CF (0:1 dla Almeríi). Wszedł na boisko w 73. minucie, zastępując Joségo Corpasa. Pierwszego gola strzelił tydzień później w meczu przeciwko UD Las Palmas (0:3). Do bramki rywali trafił w 87. minucie. Pierwszą asystę zaliczył 27 października 2020 roku w meczu przeciwko Extremadura UD (3:2 dla Almeríi). Asystował przy golu José Carlosa Lazo w 84. minucie. Łącznie zagrał 32 mecze, w których strzelił 2 gole i miał 3 asysty.

### CD Tenerife
4 października 2020 roku został wypożyczony do CD Tenerife. W tym klubie Vada zadebiutował 10 października 2020 roku w meczu przeciwko Rayo Vallecano (1:0 dla Tenerife). Na boisku spędził 60 minut. Pierwszego gola strzelił 28 marca 2021 roku w meczu przeciwko UD Las Palmas (1:1). Do siatki trafił w 10. minucie. Łącznie na tym wypożyczeniu zagrał 32 mecze i strzelił jedną bramkę.

### Real Saragossa
31 sierpnia 2021 roku przeniósł się do Realu Saragossa. W tym klubie zadebiutował 5 września 2021 roku w meczu przeciwko AD Alcorcón (1:2 dla Realu). W debiucie strzelił gola w 84. minucie. Pierwszą asystę zaliczył 27 lutego 2022 roku w meczu przeciwko Sportingowi Gijón (1:2 dla zespołu z Saragossy). Asystował przy golu Ivána Azóna w 95. minucie. Łącznie do 17 lipca 2022 roku zagrał 29 spotkań, w których strzelił 9 goli i miał jedną asystę.